# Motorenfabrik Oberursel
De Motorenfabrik Oberursel is een producent van vliegtuigmotoronderdelen voor de Rolls-Royce Deutschland Ltd. & Co. KG. Het bedrijf werd in 1892 als "W. Seck & Co." opgericht en bestond van 1898 tot 1930 als "Aktiengesellschaft" (naamloze vennootschap). Na een fusie met Humboldt Deutz Motoren AG in 1930 kreeg de fabriek in latere jaren verschillende andere eigenaren, maar het was niet langer een zelfstandig bedrijf.

## Voorgeschiedenis
De oorsprong van het bedrijf ligt in maart 1882, toen Wilhelm Seck samen met zijn vrouw Adelgunde de Wiemersmühle in Oberursel (Taunus) kocht. Deze watermolen, gedreven door de stroom van de Urselbach, werd een uitbreiding van zijn bedrijf, de Bockenheimer Mühlenbauanstalt Gebrüder Seck & Co. Dit bedrijf produceerde maalwalsen, die in die tijd vaak als vervangers van molenstenen in meelfabrieken werden gebruikt. Hiervoor was gespecialiseerd personeel nodig, dat Seck aanvankelijk uit Bockenheim liet komen. Binnen enkele maanden nam hij al leerling-metaalbewerkers uit Oberursel aan. Zo groeide het bedrijf uit tot het eerste industriële productiebedrijf in Oberursel en ontstond ook de eerste technische vakopleiding in de stad. Daardoor groeide ook het belang van de stad en dat had een positieve invloed op de verkeersinfrastructuur en de treinverbindingen. In 1886 verplaatste Wilhelm Seck het bedrijf echter naar Darmstadt, waardoor de fabriek leeg kwam te staan, tot zijn oudste zoon Willy haar in 1890 weer tot leven wekte. 
| Oberursel UR.I vliegtuigmotor                                            |
| De Oberursel UR.II-motor van de Rode Baron was feitelijk een Le Rhône 9J |
| Oberursel UR.III vliegtuigmotor                                          |

## Motorenfabrik Oberursel
Willy Seck was na zijn machinebouw-opleiding al begonnen met de ontwikkeling van een eencilinder-stationaire motor, die hij vanwege zijn compacte bouw "Gnom" (kabouter) noemde. Voor de bouw van deze motor betrok hij de oude, leegstaande machinefabriek van zijn vader in Oberursel, die nu werd omgedoopt tot "W. Seck & Co.". Het Koninklijke Amtsgericht in Bad Homburg legde de vestigingsdatum van de vennootschap vast op 15 januari 1892. De motor kon worden aangedreven door Solaröl, een uit bruinkool gewonnen brandstof, maar ook door gas of petroleum. Eind 1891 was de motor productierijp en werd ze officieel gepresenteerd. Ze was vooral bedoeld voor kleine fabrieken en boeren en was helemaal ingesloten. Een belangrijk verkoopargument was dan ook de brandveiligheid, want er konden geen rondspattende vonken ontstaan. De motor werd goed verkocht en won op tentoonstellingen en beurzen een aantal prijzen. Na het overlijden van vader Wilhelm Seck in 1896 werd het bedrijf een besloten vennootschap. Toen waren al duizend Gnom-motoren en een aantal locomobielen geproduceerd. De Fransman Louis Seguin kocht de licentie om de motoren te produceren. Hij vormde daarmee de basis voor de Société Des Moteurs Gnome, de latere Gnome et Rhône-fabriek voor vliegtuigmotoren en motorfietsen. In deze periode ging men in Oberursel ook scheepslieren produceren. Willy Seck wilde ook een automobiel ontwikkelen, maar zijn vennoten beletten hem dat. Daarom verliet Willy Seck de Motorenfabrik Oberursel in het voorjaar van 1898. Het bedrijf werd op dat moment een naamloze vennootschap (Aktiengesellschaft). Willy probeerde tevergeefs nog enkele automobielen te ontwikkelen en richtte zich later op ontstekingssystemen en carburateurs. Hij overleed in 1955 in Berlin-Wilmersdorf. 
In 1900 begon de Motorenfabrik Oberursel met de bouw van motorlocomotieven, die werden ingezet bij de tunnelbouw in de Alpen, maar die ook werden ingezet groeven en als rangeer- en veldspoorlocomotief. Tijdens de Eerste Wereldoorlog produceerde het bedrijf 700 "Heeresfeldbahnlokomotieven". Toen men rond 1922 ongeveer 2.000 locomotieven gebouw had was de Motorenfabrik Oberursel de tweede Duitse producent van locomotieven achter de Gasmotorenfabrik Deutz. 
In 1911 groeide de productie uit de oude fabriek en beneden die fabriek werd in 1912 de eerste steen gelegd voor een nieuwe fabriek. Nog in hetzelfde jaar werd de "Dieselmotorenhalle" in gebruik genomen en in 1913 volgde de "Flugmotorenhalle". Later volgden nog meer productiehallen en het imposante hoofdkantoor, ontworpen door Philipp Hufnagel. 

### Eerste Wereldoorlog
Nadat Louis Seguin in 1895 de licentie voor de productie van de Gnom-stationaire motor had gekocht, kocht de Motorenfabrik Oberursel in 1913 op haar beurt van hem de licentie voor de productie van de Gnome et Rhône-vliegtuigmotoren. Niet veel later brak de Eerste Wereldoorlog uit en in Oberursel werden grote aantallen van deze vliegtuigmotoren geproduceerd. Eind 1918 waren ongeveer 3.000 "Oberurseler stermotoren" geproduceerd. De bekendste werd de Oberursel UR.II, die gebruikt werd in de Fokker Dr.I waarmee Manfred Freiherr von Richthofen de meest succesvolle Duitse jachtvlieger werd. Ongeveer hetzelfde aantal motoren werd in Oberursel gereviseerd en onderhouden. Ongeveer 5.000 militairen werden in de Motorenfabrik Oberursel opgeleid tot monteur. Niet zelden kwamen de toppiloten van de Luftstreitkräfte persoonlijk naar Oberursel om hun eigen motoren op te halen.

### Na de oorlog
Het Verdrag van Versailles verbood de Duitse industrie om vliegtuigen en vliegtuigmotoren te produceren. Omdat deze motoren het hoofdproduct van de Motorenfabrik Oberursel waren geworden kwam het bedrijf in grote problemen. Men probeerde het bedrijf te redden door de productie van een kleine 63cc-hulpmotor voor fietsen, die weer de naam "Gnom" kreeg. Het was een door hoofdingenieur Eduard Freise ontwikkeld viertaktmotortje. Deze motortjes werden aangekocht door de industrieel Fritz Kleemann, de zoon van Wilhelm Kleemann, die eigenaar was van de REX Conservenglasfabrieken in Bad Homburg. Fritz Kleemann begon er in 1923 zijn eigen motorfietsmerk Horex mee. 

### Overname door Deutz
De Motorenfabrik Oberursel kon echter niet alleen overleven en ging in 1921 een samenwerkingsverband (Interessengemeinschaft) aan met de oudere en veel grotere Gasmotorenfabrik Deutz.
Onder leiding van Deutz werden in Oberursel voortaan uitsluitend Deutz-motoren gebouwd. De Deutz Modell 35 vrachtautomotor werd in grote aantallen geproduceerd en van deze motor werden ook aggregaten en inbouwmotoren afgeleid. Om die grote aantallen te kunnen produceren werd halverwege de jaren twintig massaproductie met een lopende band ingevoerd. In 1930 verdween de naam "Motorenfabrik Oberursel". Het bedrijf werd omgedoopt tot "Werk Oberursel" van de nieuwe Humboldt-Deutzmotoren AG. Twee jaar later werd het bedrijf echter als gevolg van de Grote Depressie alsnog gesloten. De productie en een klein deel van het personeel werd overgeplaatst naar Keulen. Dit was ook voor de stad Oberursel een ramp: als gevolg van het verlies aan bedrijfsbelastingen ging de straatverlichting uit en werd het stedelijke lyceum gesloten. 
Toch werd in mei 1934 de productie in Oberursel weer opgestart. Tot eind 1944 produceerde men ongeveer 60.000 Deutz-aggregaten en inbouwmotoren voor auto's en vrachtauto's en ook kleinere inbouwmotoren voor landbouwtractoren van Deutz en andere merken. 

### Columbus inbouwmotoren

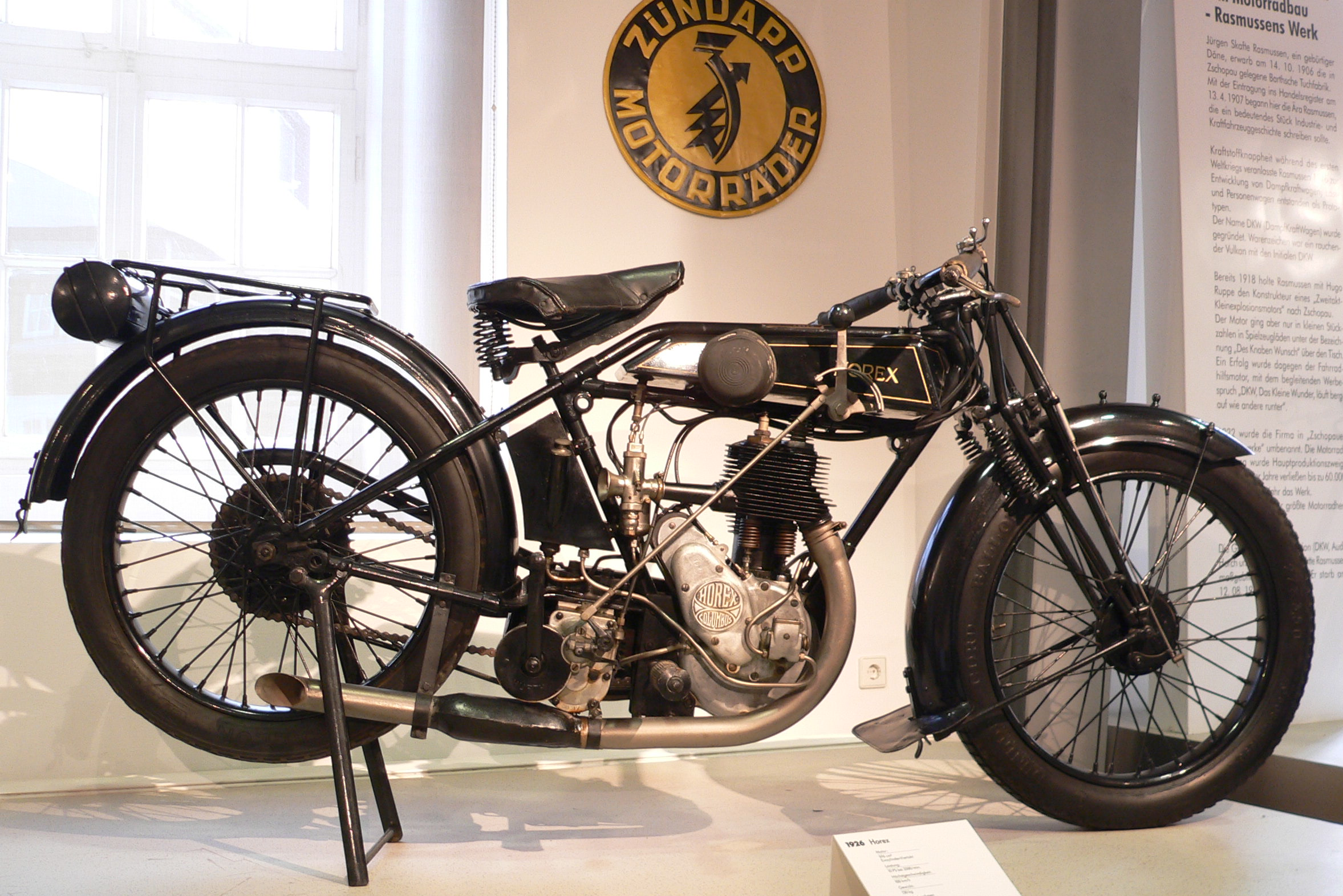
Horex met een 600cc-Columbus-inbouwmotor.

Er werden na het Gnom-motortje meer en grotere inbouwmotoren voor motorfietsen ontwikkeld, met als merknaam "Columbus". Een 246cc-zijklepmotor werd ook door Horex ingebouwd, maar al snel werden ook Columbus-inbouwmotoren geleverd aan Bücker, Goetz, Tornax, Hercules en Zürtz-Rekord. Feitelijk nam Horex de Columbus-productie rond 1924 over, maar in 1927 huurde Kleemann ingenieur Hermann Reeb in, die eigen, zeer moderne motoren voor Horex ontwikkelde. Kleemann bleef tot in de jaren dertig inbouwmotoren onder de merknaam "Columbus" leveren.

### Tweede Wereldoorlog
Vanaf 1941 ging men in Oberursel de Klöckner-Humboldt-Deutz DZ 710-vliegtuigmotoren ontwikkelen. Daarvoor werd het bedrijf gemoderniseerd. In oktober 1943 liep de eerste van deze zescilindermotoren die ongeveer 2.700 pk leverden. Er werden echter slechts twee exemplaren gebouwd, die door de Amerikanen na de Tweede Wereldoorlog werden ingenomen. 

### Na de oorlog
Op 30 maart 1945 bezetten de Amerikaanse troepen de stad Oberursel en ook de Motorenfabrik, die ze pas halverwege 1956 weer verlieten. De fabriek werd in die periode gebruikt als kazerne en onderdelendepot. De fabriek werd feitelijk ontmanteld. De juist gemoderniseerde machines werden gedemonteerd en per trein naar België, Frankrijk en India afgevoerd, een operatie die tot eind 1947 duurde. Al in het voorjaar van 1948 kon in een klein deel van de fabriek weer begonnen worden met de onderdelenproductie van het moederbedrijf Klöckner Humboldt Deutz AG in Keulen. In 1949 verplaatste men deze productie naar het proefstandgebouw dat intact was gebleven. Hier begon het bedrijf weer te groeien met de productie van motoronderdelen en halverwege 1956 werden 300 nieuwe werknemers aangetrokken. Het zou nog twee jaar duren tot de kaalgeplukte productiehallen weer operationeel waren en de productie ook daar kon worden hervat. 
In 1958 werd de ontwikkeling en de productie van turbocompressoren en gasturbines, die al in 1953 in Keulen was opgestart, overgeplaatst naar de nu weer volledig functionerende fabriek in Oberursel. Men ontwikkelde onder meer de hulpgasturbine T112 voor de Duitse VAK 191 VTOL. De ontwikkeling hiervan deed men aanvankelijk samen met Bristol Siddeley, later samen met Rolls-Royce. 
Begin jaren zeventig begon Klöckner-Humboldt-Deutz te onderzoeken of gasturbines gebruikt konden worden om zware vrachtauto's aan te drijven. Daarbij werden ook ingenieurs uit Oberursel betrokken. De eerste testen met de 550pk-sterke gasturbine GT601 werden in samenwerking met vier - vooral Amerikaanse - vrachtautofabrikanten gedaan. In dezelfde periode begon de ontwikkeling van de hulpgasturbine T 312 en een differentieel voor het hulpenergiesysteem (APU) van de Panavia Tornado, die door de Royal Air Force, de Luftwaffe, de Aeronautica Militare en de Koninklijke Saoedische luchtmacht werd aangekocht. Voor de Tornado worden nog steeds (2017) onderdelen in Oberursel gemaakt. 

### Overname door BMW/Rolls-Royce
Intussen was men in 1959 begonnen met de licentieproductie van vliegtuigmotoren, te beginnen met bouw- en onderhoudsopdrachten voor de turbines van de Bristol Orpheus. Bristol-Siddeley ging enkele jaren later op in Rolls-Royce, dat de Motorenfabrik Oberursel in 1990 overnam. Men bleef vliegtuigmotoren bouwen en onderhouden, waaronder de Lycoming T53 voor de Bell UH-1D "Huey"-helikopter, de SNECMA-Turbomeca Larzac 04 voor het Frans/Duitse trainingsvliegtuig Alpha Jet en een helikoptermotor die de oude naam "Gnom" kreeg en die sindsdien onder meer door de Bundesmarine wordt gebruikt. 
De samenwerking met SNECMA werd belangrijk voor de Motorenfabrik Oberursel. Hiermee sloot de cirkel zich, want SNECMA was ontstaan uit de Gnome et Rhône-fabriek van de gebroeders Seguin, die hun bedrijf waren begonnen met de licentieproductie van de Gnom-stationaire motor. In de jaren tachtig ontwikkelde SNECMA samen met General Electric de motor voor het Tornado-gevechtsvliegtuig, die in Oberursel werd geproduceerd. Dit project zorgde er ook voor dat BMW eind jaren tachtig weer besloot zich met de bouw van vliegtuigmotoren te gaan bezighouden. Toen de Klöckner-Humboldt-Deutz AG in financiële problemen kwam kocht BMW in 1990 de Motorenfabrik Oberursel. Tegelijkertijd ging het een samenwerking aan met de vliegtuigmotorentak van Rolls-Royce. Zo ontstond BMW Rolls-Royce AeroEngines in Oberursel. BMW Rolls-Royce begon onmiddellijk met de ontwikkeling van een nieuwe motorenserie, de Rolls-Royce BR700, waarvan de producite in 1993 werd overgeplaatst naar de nieuwe ontwikkelings- en montagevestiging in Dahlewitz. In 1996 werd de BR710 de eerste in Duitsland gebouwde straalmotor voor de civiele luchtvaart. In 1998 kwamen de eerste Boeing 717-passagiersvliegtuigen met de BR715-motoren in gebruik. De directie van BMW Rolls-Royce verhuisde in het einde van dat jaar naar Dahlewitz. De fabriek in Oberursel werd in de jaren negentig uitgebreid en gemoderniseerd. Om de productiemogelijkheden volledig te benutten ging men ook de variabele nokkenasaandrijving voor BMW-auto's produceren. 

### Rolls-Royce Deutschland
Begin 2000 nam Rolls-Royce de fabriek volledig over. De bedrijfsnaam werd nu Rolls-Royce Deutschland Ltd & Co KG. Vanaf dat moment werden de draaiende delen van de Rolls-Royce vliegtuigmotoren in Oberursel geproduceerd.